# Pleumeleuc
Pleumeleuc (en bretó Pleveleg, en gal·ló Ploemenoec) és un municipi francès, situat a la regió de Bretanya, al departament d'Ille i Vilaine. L'any 2006 tenia 2.376 habitants.

## Demografia
| 1962                                       | 1968 | 1975  | 1982  | 1990  | 1999  |
| ------------------------------------------ | ---- | ----- | ----- | ----- | ----- |
| 937                                        | 946  | 1.110 | 1.548 | 1.929 | 2.128 |
| Des de 1962: població sense dobles comptes |      |       |       |       |       |

## Administració
| Període   | Identitat           | Partit |
| --------- | ------------------- | ------ |
| 2001-2008 | Jean-Claude Chapron |        |
| 2008-     | Patricia Cousin     |        |